# Mercedes-Benz W 153
La Mercedes-Benz W 153 a été présentée au Salon de l'automobile de Berlin en février 1939 en tant que successeur de la Type 230 (W 143). C'était le premier véhicule de Daimler-Benz avec une carrosserie entièrement en acier.

## Type 230 (1939-1943)

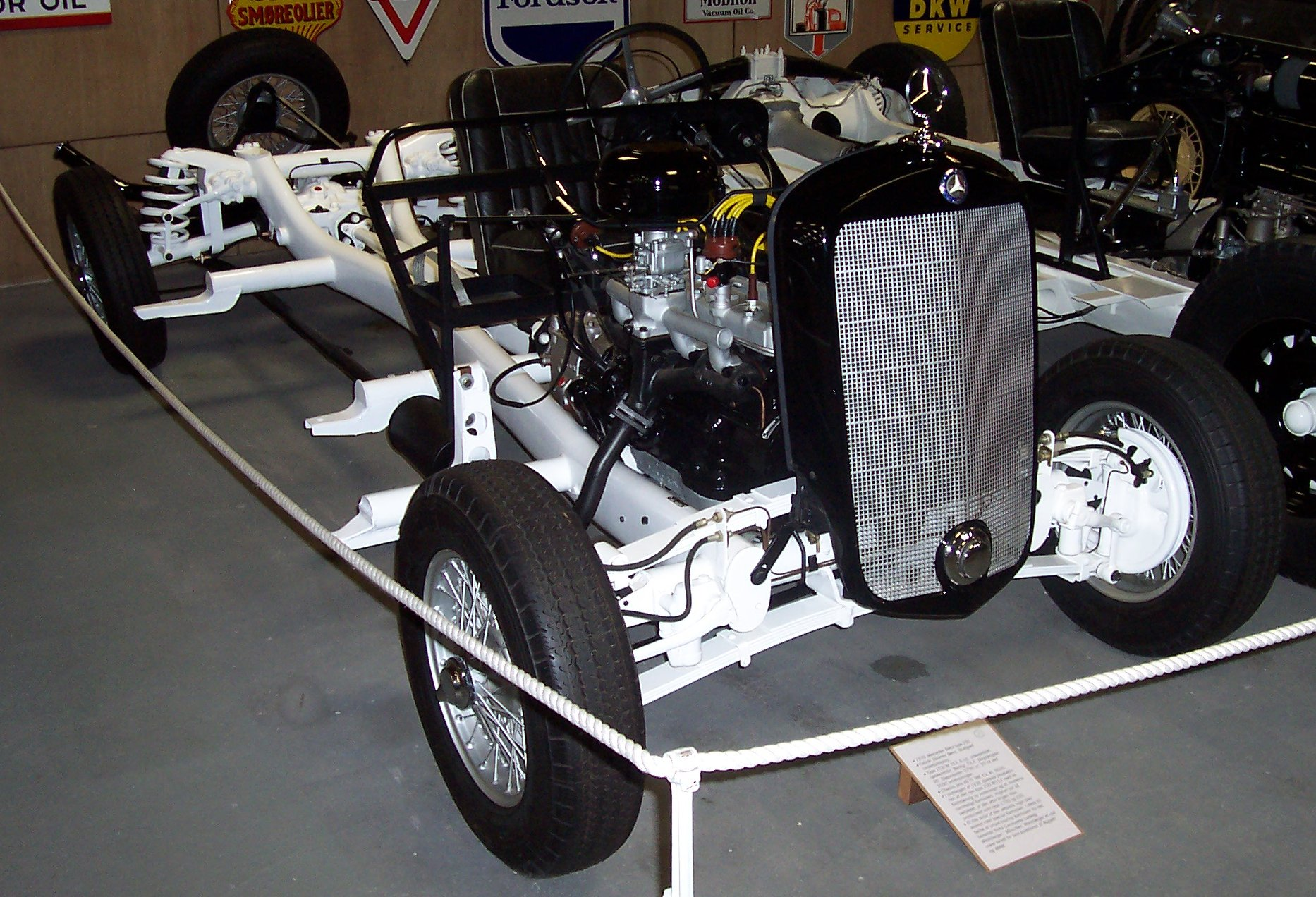
Châssis de la Mercedes-Benz W 153

Bien que la voiture ait le même empattement que le modèle W 143 construit en parallèle sur un châssis court ou long, elle avait un châssis entièrement repensé. Au lieu d'un cadre bas en caisson et en acier embouti en caisson, elle avait un cadre en forme de X en tube ovale. Le moteur a été repris du modèle précédent, seulement amélioré dans des détails. Afin de rendre justice à la détérioration de la qualité du carburant, le taux de compression a été réduit et la cylindrée augmentée à 2 289 cm³. Les performances sont restées les mêmes par rapport au modèle précédent, la vitesse de pointe était de 116 km/h.
Contrairement à la W 143, pas de limousine Pullman ni de malle ou de porte-bagages, mais un couvercle de coffre volumineux sur les berlines quatre portes et les cabriolets A, B ou D.
Le modèle a été construit jusqu'en 1943, puis abandonné en raison de la guerre. La silhouette a ensuite été reprise pour le modèle 170 S.

## Type 230 SV (1938-1939)
Il y avait aussi un modèle à empattement court, une berline sport deux portes à hayon et un roadster sport. Avec une carrosserie en métal Elektron et des ailes en tôle d'aluminium, elles étaient particulièrement légères. 33 exemplaires de la 230 SV ont été construits en 1938; 21 unités de la 230 S sont construits l'année suivante, dont 19 roadsters et 2 berlines sportives deux portes à hayon. La seule différence entre les deux versions est leurs moteurs. La 230 SV avait toujours le moteur M 143 avec une cylindrée de 2,2 litres, tandis que la 230 S était équipée du moteur M 153, qui avait été agrandi à 2,3 litres. Les deux versions de moteur avaient un taux de compression plus élevé que la version standard respective et une puissance légèrement supérieure à 58 ch.